# Ausflug

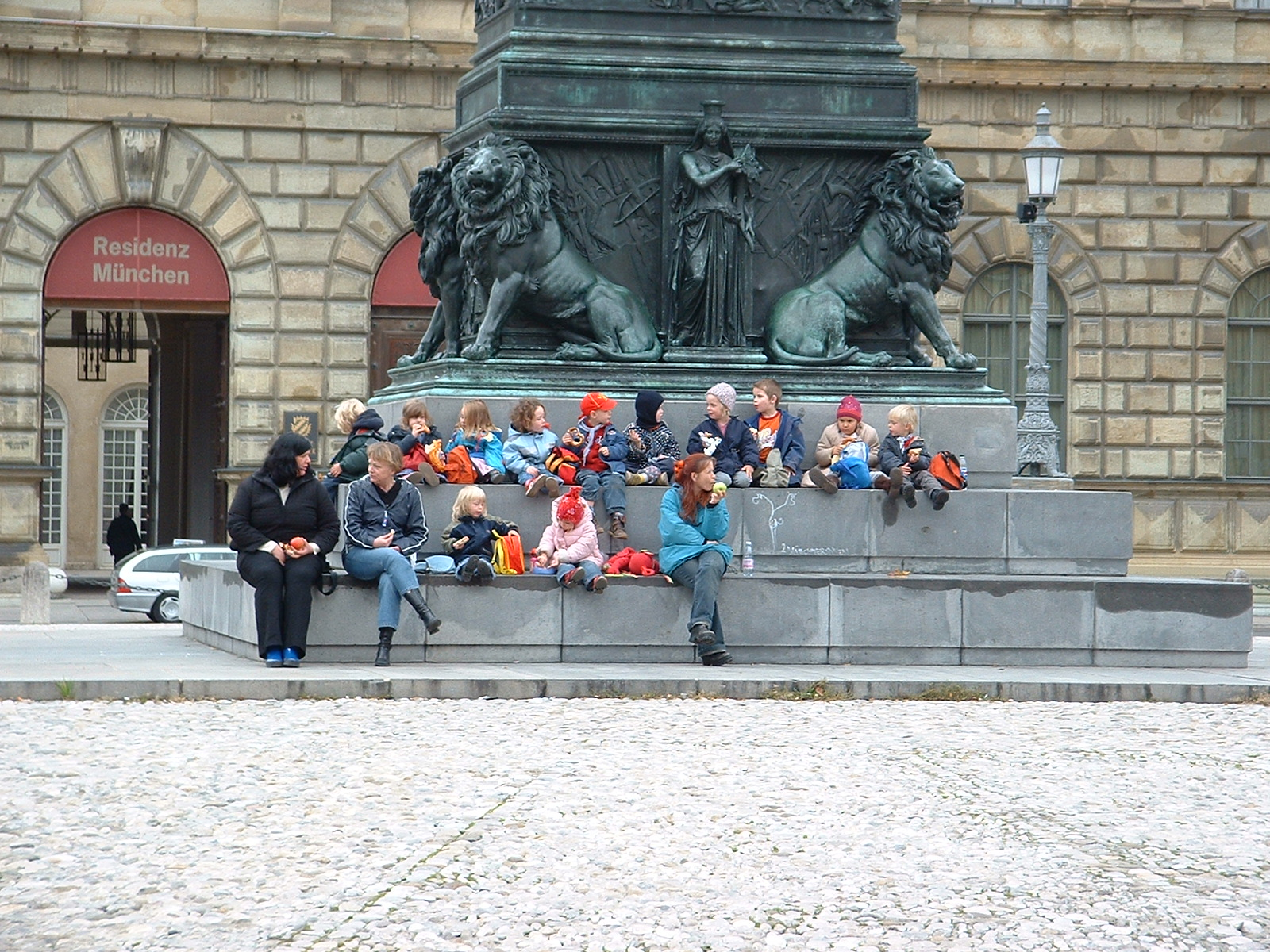
Pause beim Ausflug eines Kindergartens

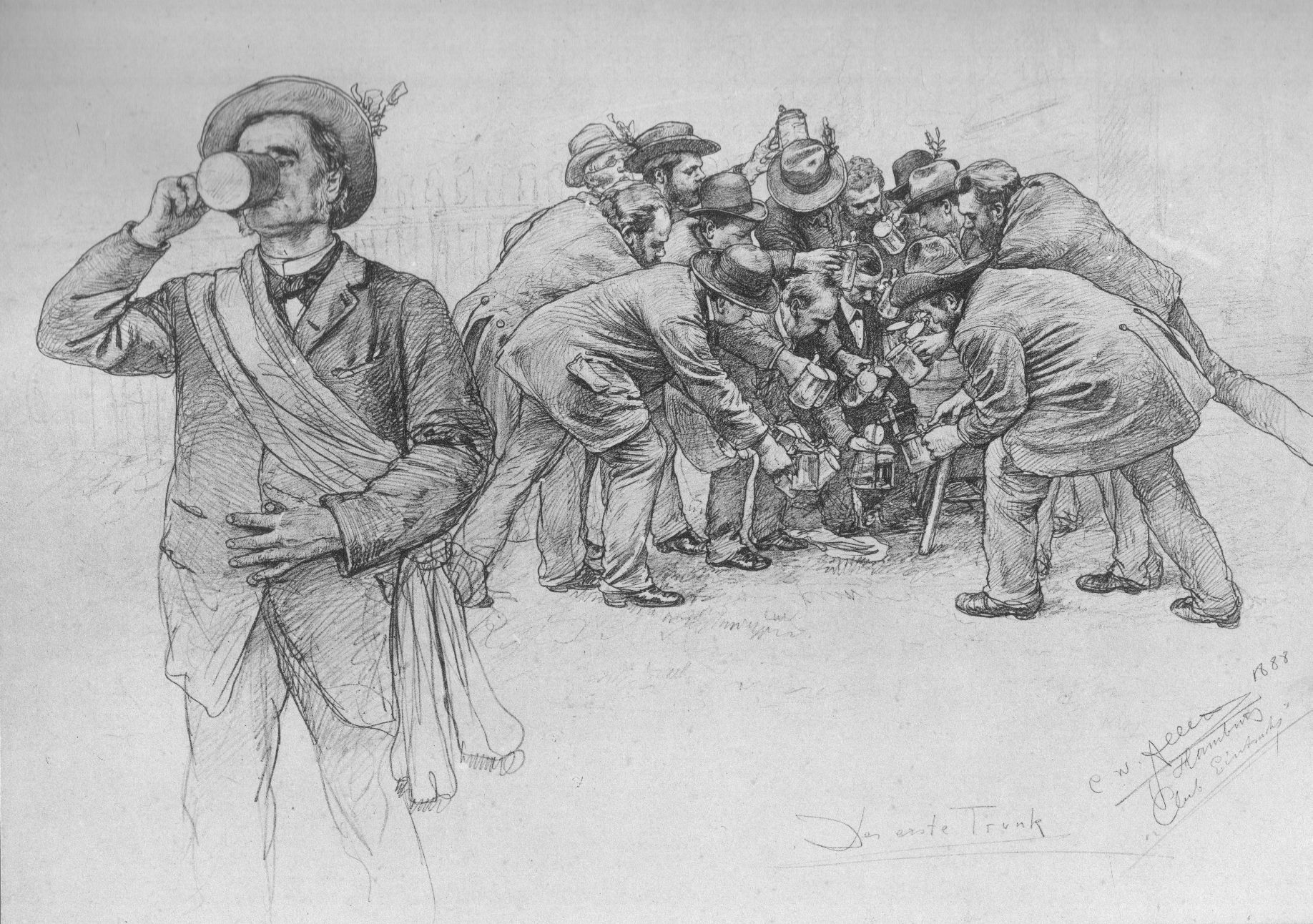
Umtrunk bei einem Vereinsausflug (1888)

Der Ausflug (von „ausfliegen“; früher auch Ausflucht) ist ein Begriff, mit dem eine Ortsveränderung durch den Fahrtzweck der Erholung und Freizeitgestaltung verbunden ist.

## Etymologie
Die mittelhochdeutsche Bezeichnung ūzfluc (oder ûʒvluc) beschrieb den „ersten Ausflug der Jungvögel und Bienen“. Er ist damit der Vogel- oder Insektenwelt entlehnt.
Der Begriff Ausflug wurde dann im 17. Jahrhundert als Eindeutschung von Philipp von Zesen für das Wort Exkursion vorgeschlagen und im 18. Jahrhundert auch dahingehend genutzt.

## Art und Dauer
Ausflug bezeichnet eine kleine Reise, eine Fahrt, eine kleine Wanderung oder einen längeren Spaziergang, der oft in der Gruppe wie Familie, Schulklasse oder Verein und als sogenannte Fahrt ins Blaue oder Landpartie unternommen wird. Ein Ausflug zu Pferde wird als Ausritt bezeichnet. Alternativ können die Begriffe Kurzreise, Kurzausflug, Kurztrip, Tagesausflug, Tagestrip oder Spritztour verwendet werden.

Ausflugsziele können Naherholungsgebiete zum Wandern sein, Tierparks, Freizeitparks, Aussichtstürme, Bergspitzen, Uferpromenaden, Seen, Schauhöhlen, Schaubergwerke, Burgen etc. Dementsprechend richtet sich in der Regel auch eine Gastronomie an solchen Örtlichkeiten an.